# Tapinocyba vermontis
Tapinocyba vermontis är en spindelart som beskrevs av Chamberlin 1948. Tapinocyba vermontis ingår i släktet Tapinocyba och familjen täckvävarspindlar. Inga underarter finns listade i Catalogue of Life.